# VfR Aalen
VfR Aalen – niemiecki klub piłkarski z siedzibą w Aalen (Badenia-Wirtembergia).